# Прозин, Николай Васильевич
Никола́й Васи́льевич Про́зин (10 октября 1836 года, Тульская губерния — 23 апреля 1898 года, Пенза) — русский врач, этнограф, фольклорист, журналист. 
Николай Прозин известен также под псевдонимом Ник. Долинский. Избирался секретарём и почётным членом Пензенского губернского статистического комитета. Редактировал неофициальную часть газеты «Пензенские губернские ведомости».

## Биография
Николай родился 10 октября 1836 в Тульской губернии, затем вместе с семьёй переехал в Пензу. Его отец преподавал медицину в Пензенской духовной семинарии, и сын пошёл по его стопам. Николай Прозин окончил Пензенскую классическую гимназию, затем учился на медицинском факультете Казанского университета, который окончил в 1859 году. Медиком стал и его брат Василий. В 1864 году Николай Прозин стал сотрудником Пензенского губернского статистического комитета. В 1865—1867 годах он редактировал неофициальную часть «Пензенских губернских ведомостей».
Живя в Краснослободске, Николай Прозин занимался лечебной практикой, в 1876—1889 годах служил городовым врачом. Также серьёзно увлекался краеведением. С 1889 года он был постоянным сотрудником «Пензенских губернских ведомостей».
Скончался 23 апреля 1898 года в Пензе, похоронен на Мироносицком кладбище.
Среди его основных работ «Простонародные песни Краснослободского уезда» (1865 год), «Пенза» (1865 год), «Татары и татарские деревни» (1866 год), «Очерки Пензенской губернии» (1867 год), «Пенза во время Крымской кампании» (1896 год), «Материалы для статистики фабрик и заводов в Пензенской губернии» (1866 год), «Выдержки из записок земского врача» (1895 год).